# Azzate

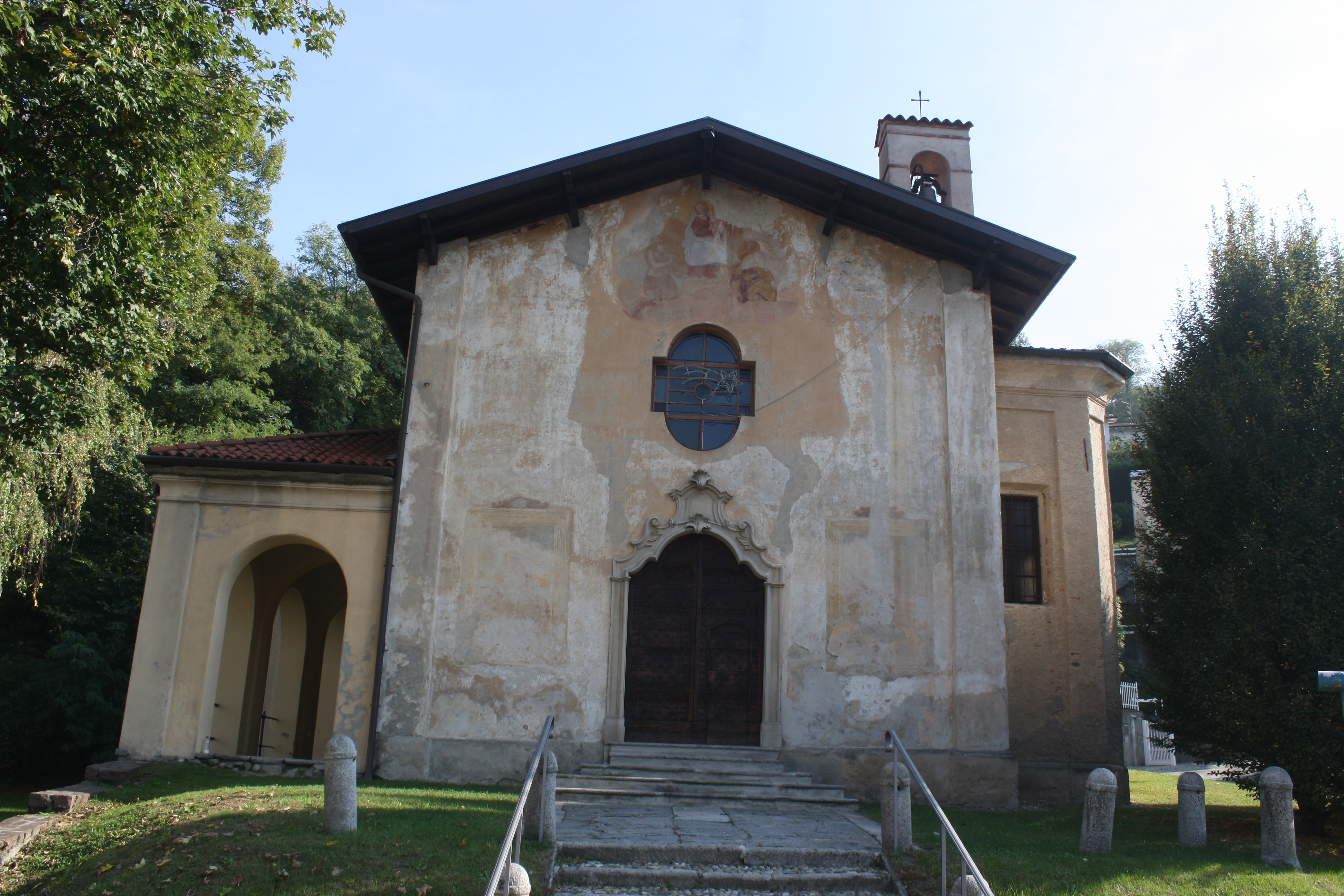
Kirche San Rocco

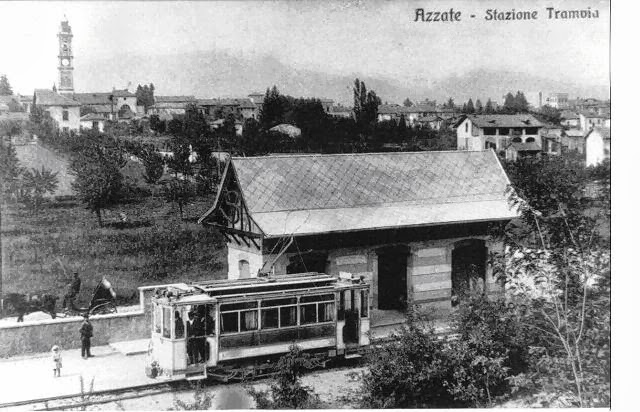
Tramhaltestelle Azzate um 1930

Azzate ist eine italienische Gemeinde (comune) in der Provinz Varese in der Region Lombardei.

## Geographie
Die Gemeinde liegt etwa 4,5 Kilometer südwestlich von Varese am Lago di Varese und bedeckt eine Fläche von 4,72 km². Zu Azzate gehören die Fraktionen Castello, Erbamolle, Vegonno, Rione La Prussia und Roncasnino. Die Nachbargemeinden sind: Brunello, Buguggiate, Crosio della Valle, Daverio, Galliate Lombardo, Sumirago und Varese.

## Geschichte
Das Dorf Azzate, das in den Statuten der Straßen und Gewässer der Grafschaft Mailand erwähnt wird und zur Pieve Varese gehört, gehörte zu den Gemeinden, die zur Instandhaltung der Straße von Rho beitrugen (1346). In den Registern des Estimo (Grundbuch) des Herzogtums Mailand von 1558 und in den späteren Aktualisierungen des 17. und 18. Jahrhunderts gehörte Azzate zu den Gemeinden, die in derselben Pieve erfasst wurden. Das Gebiet von Azzate wurde an das Ospedale Maggiore von Mailand belehnt, sowohl körperlich als auch geistlich. Der Leutnant des Podestà, der in Mailand ansässig war, wohnte dort und erhielt von der Gemeinde 16 Lire im Jahr. Der Konsul leistete seinen Eid in der Kanzlei in Ganna.
Die Gemeinde trat anlässlich einiger ihrer Interessen im Leutnantsaal des Ospedale zu einer Ratssitzung zusammen. In der Versammlung konnte jeder seine Meinung äußern, insbesondere zu den lokalen Abgaben, da die Gemeinde als alter Kirchenfonds von den königlichen Steuern befreit war. Azzate hatte einen Bürgermeister und zehn Abgeordnete als Vertreter, die zusammen mit dem Konsul und dem Vertreter des Ospedale Maggiore die Interessen der Gemeinde unentgeltlich wahrnahmen. Insbesondere waren der Bürgermeister und die Abgeordneten mit der Überwachung der Interessen der Gemeinde und der Verteilung der örtlichen Lasten betraut. 
Die Wahl des Bürgermeisters fand jedes Jahr statt, und derjenige, der das beste Opfer brachte, wurde von der versammelten Gemeinde unter denjenigen ausgewählt, die sie für fähig hielt. Die Abgeordneten hingegen wurden durch Wahlen bestimmt und konnten in ihrem Amt bestätigt werden. Der Kanzler wurde ebenfalls durch Abstimmung der Gemeinde unter den Einwohnern gewählt, die über eine gewisse Erfahrung im Rechnungswesen verfügten. Der Kanzler, der ein Gehalt von sechs Lire pro Jahr erhielt, war für die Aufbewahrung der wenigen städtischen Akten und für die Steuerverteilung zuständig.

## Bevölkerung
| Bevölkerungsentwicklung | Bevölkerungsentwicklung | Bevölkerungsentwicklung | Bevölkerungsentwicklung | Bevölkerungsentwicklung | Bevölkerungsentwicklung | Bevölkerungsentwicklung | Bevölkerungsentwicklung | Bevölkerungsentwicklung | Bevölkerungsentwicklung | Bevölkerungsentwicklung | Bevölkerungsentwicklung | Bevölkerungsentwicklung | Bevölkerungsentwicklung | Bevölkerungsentwicklung |
| ----------------------- | ----------------------- | ----------------------- | ----------------------- | ----------------------- | ----------------------- | ----------------------- | ----------------------- | ----------------------- | ----------------------- | ----------------------- | ----------------------- | ----------------------- | ----------------------- | ----------------------- |
| Jahr                    | 1751                    | 1805                    | 1809                    | 1853                    | 1871                    | 1881                    | 1901                    | 1921                    | 1951                    | 1971                    | 1991                    | 2001                    | 2011                    | 2021                    |
| Einwohner               | 498                     | 831                     | *1860                   | 1529                    | 1541                    | 1546                    | 1508                    | 1825                    | 2346                    | 3338                    | 3712                    | 3820                    | 4554                    | 4604                    |

- 1809 Fusion mit Brunello

## Verkehr
In der Nachbargemeinde Buguggiate beginnt die Autostrada A8 mit der Anschlussstelle Azzate-Buguggiate. Azzate ist an das Straßenbahnnetz Vareses angeschlossen und hat eine Endhaltestelle.

## Sehenswürdigkeiten
- Pfarrkirche Maria Nascente (14. Jahrhundert) mit Ölgemälde Vergine in trono col Bambino accanto a Santa Caterina, a San Gerolamo e ad un offerente des Malers Callisto Piazza (1542), eine Kopie des Gemäldes Cristo deposto dalla croce von Hans Holbein der Jüngere und andere Gemälde der Schule des Malers Pier Francesco Mazzucchelli, genannt il Morazzone; ein Orgel (16.–17. Jahrhundert, restauriert von Giovanni Mentasti, Varese, zweite Hälfte 19. Jahrhundert).
- Kirche San Rocco schon erwähnt im 16. Jahrhundert; im Innenraum sind drei Fresken: San Rocco, Santa Eurosia und Sant’Antonio da Padova; am Hauptaltar Gemälde mit Battesimo di Cristo[2]
- Kirchlein Sant’Antonio mit Renaissance-Portal und Fresken (15.–16. Jahrhundert)
- Oratorium Santa Caterina im Ortsteil Erbamolle mit Fresken des Malers Galdino da Varese (1504)[3]
- Villa Bossi-Zampolli mit Fresken des Malers Giovanni Battista Ronchelli (1777)